# Corapipo
A Corapipo a madarak osztályának verébalakúak (Passeriformes) rendjébe és a piprafélék (Pipridae) családjába tartozó nem. Besorolásuk vitatott, egyes besorolások a Masius nembe sorolják az ide tartozott fajokat is.

## Rendszerezésük
A nemet Charles Lucien Jules Laurent Bonaparte írta le 1854-ben, jelenleg az alábbi 3 faj tartozik ide:
- Corapipo gutturalis[1] vagy Masius gutturalis[2]
- fehértorkú pipra (Corapipo altera[1] vagy Masius alter)[2]
- Corapipo leucorrhoa[1] vagy Masius leucorrhoa[2]

## Előfordulásuk
Közép-Amerikában és Dél-Amerika északi részén honosak. A természetes élőhelyük szubtrópusi és trópusi esőerdők.

## Megjelenésük
Testhossza 8,5–10 centiméter közötti.

## Külső hivatkozások
- Képek az interneten a nembe tartozó fajokról